# Gundemaro
Gundemaro dei Visigoti, Gundemaro, anche in spagnolo ed in portoghese, Gundemar, in catalano (VI secolo – Toledo, tra febbraio e marzo 612), è stato re dei Visigoti dal 610 fino alla sua morte.

## Origine
Di Gundemaro non si conoscono le origini familiari; secondo il Diccionario biográfico español, Real Academia de la Historia, era un nobile visigoto del narbonense della fazione cattolica, che fu in contatto epistolare con Bulgar, conte di Narbona.

L'Europa nel 600; il regno dei Visigoti, durante il regno di Gundemaro, occupava gran parte della penisola iberica e la Gotia, nella Gallia sud-occidentale

## Biografia
Nell'aprile del 610, la fazione dei nobili cattolici, durante un banchetto, assassinò il re dei Visigoti, Viterico, che era ariano ed il suo corpo, secondo il vescovo Isidoro di Siviglia, prima di essere sepolto fu trascinato per le strade di Toledo. 

Il Chronica Regum Visigotthorum cita Viterico, confermando che fu re per sei anni e dieci mesi (Wittericus regnavit annos VI menses X); il Chronicon Albeldense conferma che Viterico regnò sette anni, fu un abile militare e che fu ucciso durante un banchetto.
Gundemaro, duca di Narbona, fu proclamato re e gli succedette sul trono, come conferma Isidoro di Siviglia.
Gundemaro continuò la politica di amicizia con i re Franchi d'Austrasia, Teodeberto II, e di Neustria, Clotario II. A questo fine inviò grandi somme di denaro a sostegno della politica contro il re dei Franchi di Burgundia Teodorico II, rispettivamente fratello e cugino dei primi due. Comunque dimostrò sempre molta ostilità nei confronti di Brunilde, nonna e consigliera del re Teodorico.
Secondo lo storico Rafael Altamira y Crevea, nei suoi due anni di regno ingaggiò due guerre: una contro i Baschi, sempre irrequieti e l'altra contro i Bizantini, per espellerli dalla penisola iberica, come conferma anche Isidoro di Siviglia.
Nel 611, ci fu un tentativo di ripristinare l'alleanza a quattro, che era stata ideata da Viterico; il piano, però non andò a buon fine per la morte dello stesso Gundemaro.
Durante il regno di Gundemaro, si tenne un concilio al quale non parteciparono i laici ed è noto come legge di Gundemaro.
Infatti Gundemaro morì a Toledo, di morte naturale, tra febbraio e marzo del 612.

Il Chronica Regum Visigotthorum cita Gundemaro, confermando che fu re per un anno dieci mesi e quattordici giorni (Gundemarus regnavit annum I menses X dies XIV); il Chronicon Albeldense conferma che Gundemaro regnò due anni, sconfisse i Baschi e morì a Toledo di morte naturale.
A Gundemaro succedette Sisebuto, un uomo di cultura, come riportano anche il cronista Fredegario, nel suo Fredegarii et aliorum Chronica, ed il Herimanni Augiensis chronicon.

## Matrimonio e discendenza
Gundemaro ebbe una moglie, di nome Hildoara cui non si conoscono gli ascendenti, citata in un documento (non consultato). 

Gundemaro dalla moglie non ebbe figli e di lui non si conosce alcun discendente.

### Fonti primarie
- (LA)  Chronica Regum Visigotthorum, España Sagrada Tomo II.
- (LA)  Isidori Historia Gothorum, Wandalorum, Sueborum, De origine Gothorum.
- (LA)  Anastasii abbatis opera omnia.
- (LA)  Monumenta Germaniae Historica, criptores rerum Merovingicarum, tomus II, Fredegarii et aliorum Chronica.
- (LA)  Monumenta Germaniae Historica, Scriptores (in Folio) (SS), tomus 5, Herimanni Augiensis Chronicon.

### Letteratura storiografica
- Rafael Altamira, La Spagna sotto i Visigoti, in Storia del mondo medievale, vol. I, 1999,  pp. 743-779.